# Autobiografia de uma Pulga
Autobiografia de uma Pulga (em inglês: The Autobiography of a Flea) é um romance erótico anônimo publicado pela primeira vez em 1887 em Londres por Edward Avery. Pesquisas posteriores revelaram que o autor era um advogado londrino da época chamado Stanislas de Rhodes.
A história é narrada por uma pulga que conta a história de uma linda jovem chamada Bella, cuja sexualidade crescente é aproveitada por seu jovem amante Charlie, o padre local Padre Ambrose e dois de seus colegas em ordens sagradas. Bella é então contratada para obter sua melhor amiga, Julia, para o prazer sexual dos padres e do próprio pai de Julia.
O livro foi adaptado para um filme pornográfico em 1976 (ver § Adaptação fílmica).

## Enredo
A trama começa com Bella na igreja. Quando ela sai, o jovem Charlie coloca um bilhete em sua mão. Ela lê que ele estará no local de encontro habitual às oito da noite. Ela o encontra em um jardim. Depois de uma conversa divertida, Charlie a apresenta à sua primeira experiência sexual. O Padre Ambrose, que estava escondido nos arbustos, os surpreende depois, repreendendo ambos por seu comportamento e ameaçando revelar o que eles estavam fazendo aos seus guardiões. Bella implora por misericórdia. O Padre Ambrose, parecendo ceder, diz a Bella para encontrá-lo na sacristia às duas da tarde do dia seguinte e a Charlie para encontrá-lo no mesmo horário no dia seguinte. Ambrose instrui Bella sobre uma maneira de ela ser absolvida de seus pecados e a chantageia para fazer sexo com ele, para que ele não conte ao seu guardião o que ela estava fazendo. Então os colegas de Ambrose, o Pe. Superior e o Pe. Clement, os pegam em flagrante e exigem direitos iguais aos favores de Bella. E assim Bella é apresentada a servir a comunidade Sagrada de uma maneira especial.
Apesar de suas promessas, o Padre Ambrose vai ver o tio de Bella, Monsieur Verbouc, e conta sobre seu comportamento obsceno. Isso leva seu tio, que há muito tempo alimenta pensamentos lascivos sobre sua sobrinha, a tentar se forçar em Bella. O narrador então intervém, mordendo-o para acalmar seu ardor.
Em seguida, o Padre Clement, procurando o quarto de Bella, sobe na janela da tia de Bella, a piedosa Madame Verbouc, que o confunde com seu marido. Monsieur Verbouc então irrompe e sua esposa percebe que ela estava, na verdade, fazendo amor com o padre tarado.
A amiga de Bella, Julia Delmont, se torna o próximo alvo do Padre Ambrose. Agora completamente corrompida e feliz em concordar com o que quer que o Padre Ambrose sugira, Bella prontamente concorda com o próximo esquema do Padre: ela se oferecerá a Monsieur Delmont, o pai de Julia, com a condição de que seu rosto esteja coberto. O truque é que não será Bella que ficará ali, mas a própria filha de Delmont. O Padre Ambrose seduz Julia e diz que virá até ela à noite e fará amor com ela, mas ela deve esconder seu rosto.
Quando o ato é consumado, Bella aparece e finge que foi tudo um grande erro. Mas já que Delmont agora potencialmente engravidou sua filha, a única maneira de ter certeza de que seu incesto não será descoberto é fazer com que todos façam amor com ela também. Caso ela esteja grávida, ninguém pode alegar que seu próprio pai é o pai do bebê.
Bella e Julia acabam se tornando freiras, e o livro termina quando elas participam de uma orgia com 14 padres.

## Personagens

### A Pulga
O Narrador da história é uma pulga. O romance começa com a pulga afirmando que, embora ganhe a vida sugando sangue, ele "não é o mais baixo daquela fraternidade universal". A pulga ainda afirma que sua inteligência e habilidades de observação e comunicação são comparáveis às de um humano, e se esquiva de qualquer explicação sobre a causa, acrescentando que ela é "na verdade um inseto maravilhoso e exaltado". O narrador incomum permite que a história seja escrita do ponto de vista de um personagem que não participa nem necessariamente aprova as cenas de sexo, e o movimento do narrador entre os corpos dos diferentes personagens permite que a ação acompanhe diferentes personagens em momentos diferentes. Apesar de aparentemente ter sido escrito na primeira pessoa, o romance inclui descrições dos sentimentos e intenções de vários personagens, o que parece mais adequado a um narrador onisciente limitado em terceira pessoa.

### Bella
A personagem principal do livro, Bella, é uma órfã que vive com seu tio e tia. No começo da história ela tem 14 anos e é descrita como sendo a admirada de todos os olhos e a desejada de todos os corações – pelo menos entre o sexo masculino. Ela começa o livro sexualmente ingênua, mas curiosa.

### Charlie
Pouca descrição é dada sobre Charlie, e após uma breve menção no Capítulo 3 ele deixa de desempenhar qualquer papel na história.

### Padre Ambrose
Um padre de 45 anos, descrito como tendo um rosto bonito, com olhos negros e como sendo baixo e robusto. O narrador diz que a mente de Ambrose é dedicada à busca da luxúria, e muito do enredo do romance é devido às suas maquinações. Após iniciar Bella nos caminhos da sensualidade desenfreada, e planejar mantê-la para si, ele é descoberto pelo Irmão Superior e pelo Irmão Clement, que insistem que ele compartilhe Bella com eles. Muitas cenas de múltiplos atos de todas as variedades se seguem. Por fim, Ambrose decide expandir o círculo de devassidão insistindo que Bella envolva sua amiga, a justa e inocente Julia Delmont.

### Padre Clement
O Padre Clement é um dos "irmãos" do Padre Ambrose e é um participante e co-conspirador na sedução de Bella. Ele é descrito como feio e possuidor de um pênis absolutamente gigantesco. Uma cena memorável ocorre quando Clement confunde o quarto que ele acredita estar ocupado por Bella e se joga em cima da tia puritana e rígida de Bella. Depois de inicialmente acreditar que as investidas eram de seu marido, com quem ela não tinha intimidade há muitos anos, ela sente o tamanho enorme de Clement e se levanta. Clement a força para baixo, e após resistência inicial, ela sucumbe. Eles são descobertos e Clement escapa pela janela. A tia de Bella fica progressivamente insana, gritando pelo "padre com a ferramenta grande".

## História da publicação
- 1887, The Autobiography of a Flea, Told in a Hop, Skip and Jump, and ...  publicado pela primeira vez em Londres por Edward Avery em uma pequena edição de 150 cópias. A página de título desta edição (falsamente) afirma que foi "Publicado por Autoridade da Phlebomotical Society, Cytheria, 1789."[1]
- 1890, primeira tradução francesa.[1]
- 1895, reimpressão inglesa (provavelmente por Charles Carrington).[1]
- c. 1935, falsamente datado como edição de "1901" publicada pela The Erotica Biblion Society of London and New York, Capa dura.[1] Nesta obra a pulga conta uma história completamente diferente daquela da primeira edição.
- 1967, Estados Unidos, Greenleaf Classics, Brochura.
- 1968, Estados Unidos, Pendulum Books, Brochura.
- 1984, Reino Unido, Nexus, Brochura.
- 2004, The Autobiography of a Flea por Anônimo. Estados Unidos, Olympia Press ISBN 1-59654-050-8. Brochura.
- 2009, The Autobiography of a Flea por Stanislas de Rhodes. Harper Perennial Forbidden Classics. Brochura.

## Adaptação fílmica
A Autobiografia de uma Pulga foi adaptada para um filme em 1976, dirigido por Sharon McNight a partir de seu próprio roteiro. Jean Jennings interpretou Bella, Paul Thomas interpretou o Padre Ambrose e John Holmes interpretou o Padre Clement.